# Thalerastria ochrizona
Thalerastria ochrizona là một loài bướm đêm trong họ Noctuidae.